# Psapharochrus coniferus
Psapharochrus coniferus là một loài bọ cánh cứng trong họ Cerambycidae.